# Linia kolejowa nr 706
Linia kolejowa nr 706 – obecnie (2025) nieczynna, zelektryfikowana, drugorzędna, jednotorowa linia kolejowa łącząca stację techniczną Katowice Muchowiec (rejon KMB) z przystankiem i posterunkiem odgałęźnym Katowice Ochojec (rejon KOc1).
Planowane jest przeprowadzenie studium badającego możliwość przystosowania niektórych stacji do obsługi pociągów towarowych, w tym Katowic Muchowca. 